# Herderdenkmal (Tiefurt)

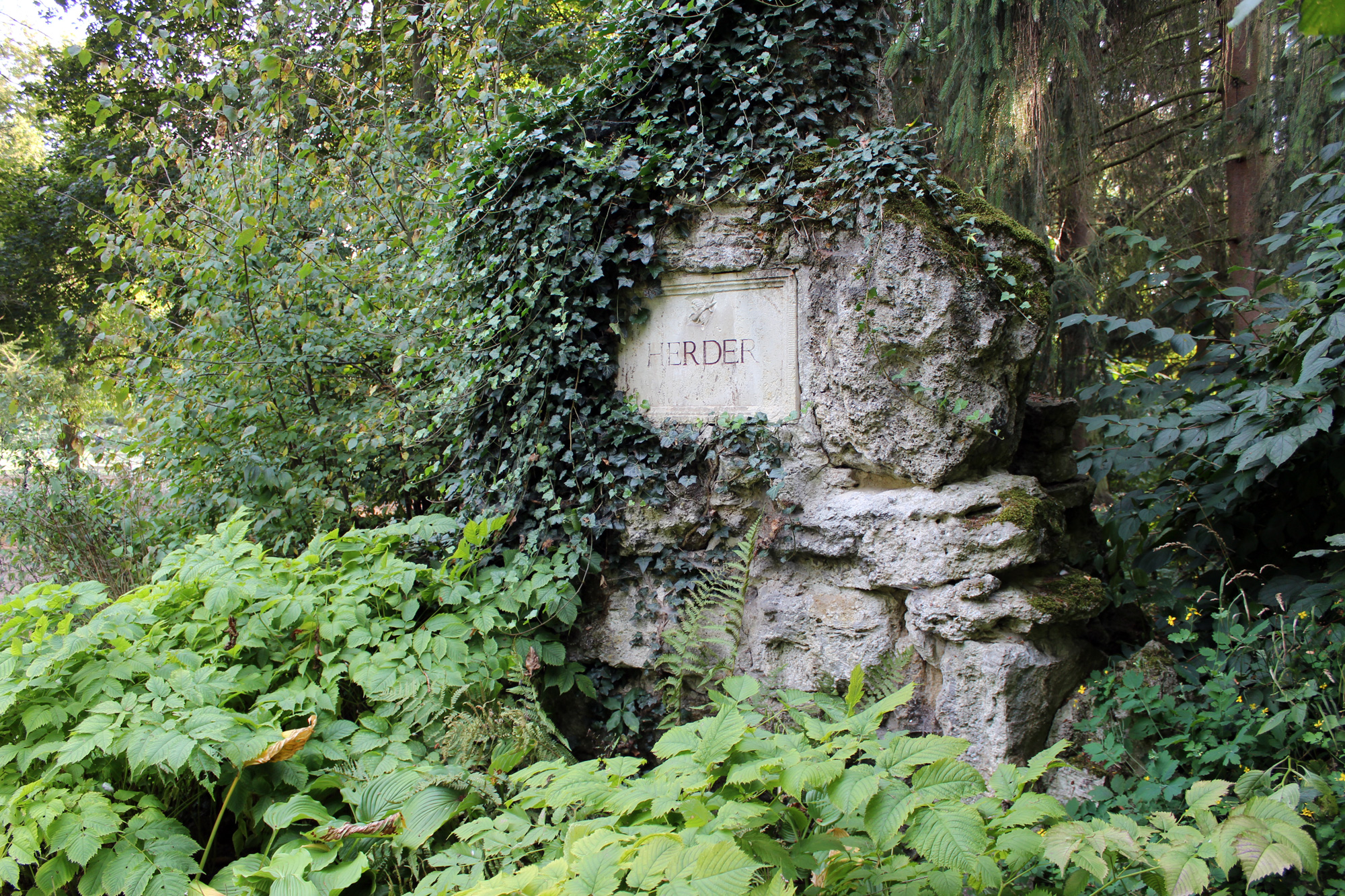
Herderdenkmal im Schlosspark Tiefurt 2013

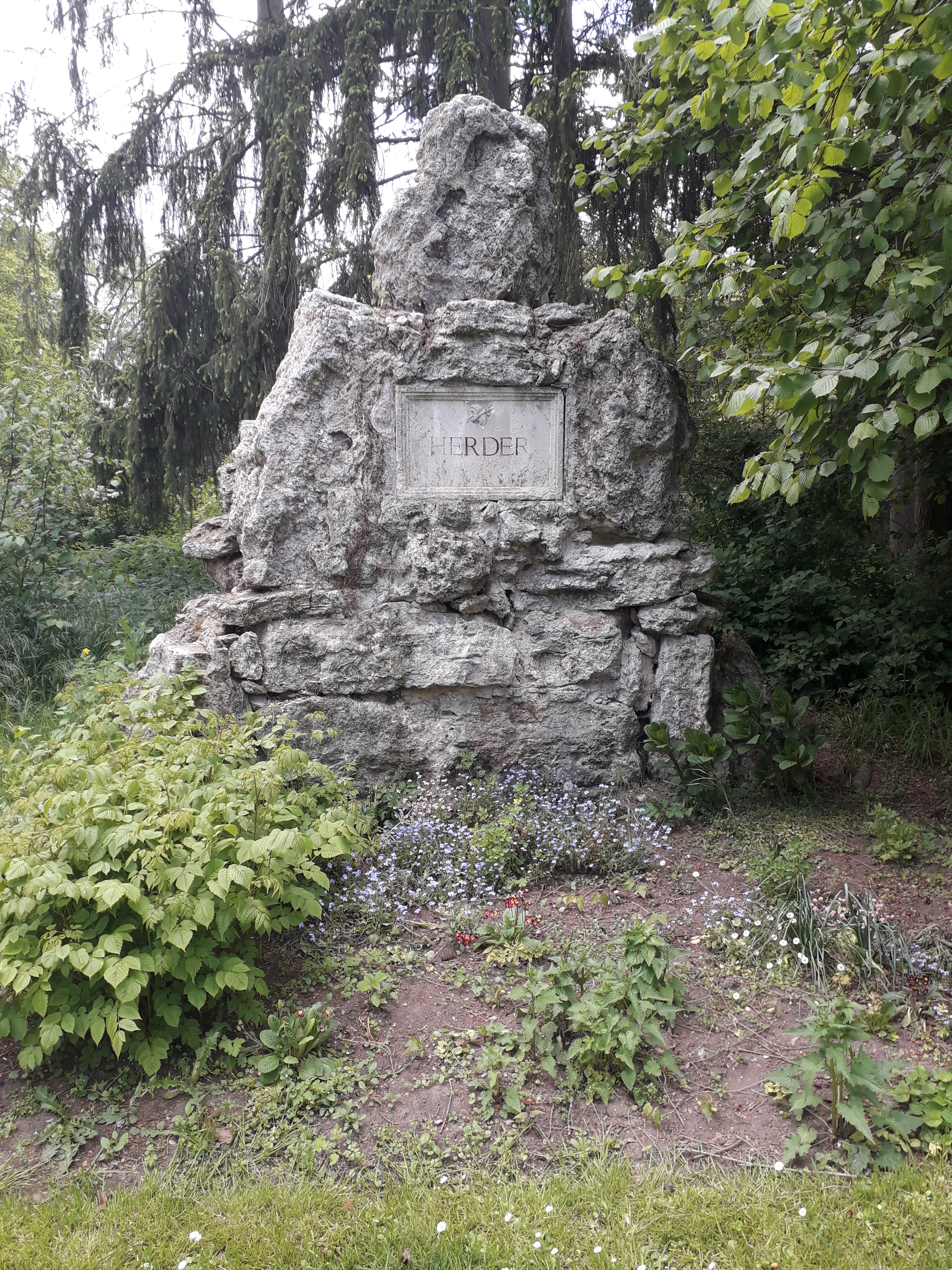
Herderdenkmal in Tiefurt 2021

Das Herderdenkmal im Schlosspark Tiefurt bei Weimar ist ein Denkmal, welches in seiner Schlichtheit an den Dessauerstein im Park an der Ilm erinnert, der nach dem Entwurf von Adam Friedrich Oeser von 1782 gefertigt und der 1787 mit den Worten „FRANCISCO / DESSAVIAE PRINCIPI“ versehen wurde. Das Denkmal zeigt lediglich den Namen „Herder“ auf einer von einem Schmetterling gezierten Steintafel, die sich auf einem pyramidalen Fels-Arrangement befindet. Der Fels steht für Standhaftigkeit und Ausdauer. Die Ausführung entspricht nicht den ursprünglichen Wünschen der Herzogin Anna Amalia, die gewidmete lateinische Verse des Erzbischofs von Tarent Giuseppe Capecce-Latro zum Tode Herders auf dessen Grab (!) zusammen mit einer Übersetzung im „Neuen Teutschen Merkur“ zu sehen wünschte. Für die Übersetzung wählte sie die Form der Elegie, die sie selbst anfertigte und die Christoph Martin Wieland korrigierte und kommentierte. Diese erschien 1804.
Der Stein in Tiefurt wurde 1804 errichtet. Er besteht hauptsächlich aus Travertinblöcken. Die Platte mit Herders Namenszug besteht aus Cottaer Sandstein. Der Stein war zumindest bis 2013 mit Efeu behangen. Das Motiv eines ungeordneten Steinhaufens als Symbol für die Ewigkeit fand auch im Park von Tiefurt für das Grabmal für Leopold von Braunschweig-Wolfenbüttel Anwendung, der bei einem Hochwasser umgekommen war. Diesen Entwurf von 1785 fertigte ebenfalls Adam Friedrich Oeser.